# 김태환 (1993년)
김태환(한국 한자: 金泰換, 1993년 12월 11일~)은 2016년 10월에 은퇴한, 대한민국의 전직 축구 선수이고, 현역 시절 당시의 포지션은 수비수였다.